# La ricetta dell'assassino
La ricetta dell'assassino (in originale Uten ekko), è un romanzo poliziesco dell'autrice norvegese Anne Holt, scritto in collaborazione con Berit Reiss-Andersen. Il libro è stato pubblicato nel 2000 ed è il sesto della serie dedicata alle indagini di Hanne Wilhelmsen, sovrintendente della polizia di Oslo.
Il romanzo è stato tradotto in svedese, finlandese, danese, tedesco, coreano, spagnolo, inglese, oltre che in italiano.

## Trama
Sono passati sei mesi dalla morte dell'amatissima Cecilie e Hanne si è rifugiata in Italia, a Verona, chiudendo i rapporti con tutti gli amici. Quando finalmente sente che può tornare in Norvegia è già l'inizio di dicembre e un celebre cuoco, Brede Ziegler, è stato assassinato proprio sulle scale della centrale di polizia di Oslo. Le indagini sono affidate a Billy T., il quale però sta commettendo una serie di errori clamorosi; il ritorno di Hanne e la sua assegnazione all'indagine crea ulteriori problemi, in primo luogo perché nessuno le vuole parlare, tranne la poliziotta più giovane, Silje Sørensen. Hanne comprende di aver ferito gli amici con la sua fuga, soprattutto Billy T., ma, grazie al suo raziocinio, in breve tempo riesce a dare una svolta al modo di lavorare della squadra investigativa.
Ziegler è morto pugnalato da un coltello che lui stesso aveva comprato, un oggetto di valore. L'uomo però aveva ingerito una quantità di paracetamolo che lo avrebbe ucciso ugualmente, quindi gli aspiranti assassini sono almeno due. I suoi nemici erano molti, dal socio Claudio (che lo derubava dei vini più pregiati), all'ex dipendente Sindre Sand, al quale erano stati rubati tutti i soldi dell'eredità paterna da Brede, oltre alla ragazza. Ziegler si era sposato con lei ma, nel frattempo si era pentito del matrimonio e, in caso di divorzio, la moglie avrebbe perso l'eredità. In una prima fase nessuno sembrava incriminabile: in seguito, con una maggiore rigorosità nelle indagini, sono arrestati Claudio, Sindre, la moglie Vilde e persino un'anziana donna, Tussi Helmersen, che aveva scritto lettere minatorie a Ziegler, firmandosi "Pugno Bianco" e aveva la casa piena di veleni e farmaci.
Hanne era partita cercando la persona che aveva telefonato alla polizia per segnalare il delitto. Individuata la più vecchia prostituta di Oslo, Marry la Zarra, l'aveva portata in casa senza avvertire nessuno. Il rischio era elevato, essendo Marry anche tossicodipendente, ma una donna, conosciuta nell'ultima notte in Italia da Hanne, Nefis, era giunta a Oslo e, sia pure con difficoltà, poteva controllare Marry. Così le indagini portano la detective a risolvere il caso, grazie a una sciarpa di cui Marry si era appropriata sulla scena del crimine. La sciarpa conduce a Idun Franck, una redattrice che stava scrivendo una biografia di Ziegler, ma la scoperta principale era un'altra: Ziegler aveva avuto un figlio (dalla sorella di Idun), Daniel, del quale si era sempre disinteressato, arrivando a negare persino una semplice indagine clinica al ragazzo bisognoso di un rene. Daniel aveva ricevuto il rene dalla zia, Idun, che poi, incontratasi con Brede e vedendolo indifferente a tutto, sempre più innamorato di se stesso, lo aveva pugnalato con il coltello che l'uomo voleva regalarle.
Intenzionata a riconciliarsi con Billy T., Hanne gli comunica in privato le sue conclusioni, confermate poi dall'interrogatorio di Idun. Su di lei pesa tuttavia il fatto di essersi portata a casa una preziosa testimone, perciò, se tutti devono riconoscerle il merito dello scioglimento dell'indagine e riprendere a trattarla normalmente, Billy T. si perde ancora a scrivere bigliettini velenosi. Ma ormai è la vigilia di Natale e si festeggia. Billy T., in segno di rinnovato rispetto, consegna ad Hanne un foglio con la mappa del cimitero dove è sepolta Cecilie e se ne va. Hanne non viene invitata dai vecchi amici (per questo ci vuole altro tempo), ma, confortata dalla nuova compagna Nefis e dalla bizzarra ma affettuosa Marry, può finalmente iniziare una nuova avventura umana, partendo dalla sua prima visita al cimitero.

## Edizioni in italiano
- Anne Holt, Berit Reiss-Andersen, La ricetta dell'assassino, traduzione di Margherita Podestà Heir, Einaudi stile libero. Big, Torino: 2013
- Anne Holt, Berit Reiss-Andersen, La ricetta dell'assassino, traduzione di Margherita Podestà Heir, Roma: La Biblioteca di Repubblica-L'Espresso, 2014
- Anne Holt, Berit Reiss-Andersen, La ricetta dell'assassino, traduzione di Margherita Podestà Heir, Super ET, Torino: Einaudi, 2014